# K+S
K+S AG (antiguamente Kali und Salz GmbH) es una empresa alemana productora de agroquímicos y sal con sede en Kassel. Esta es la mayor empresa productora de potasa para su uso en fertilizantes, así como la segunda compañía productora de sal. K+S también produce y distribuye otros tipos de fertilizantes como sales de magnesio, abono y nutrientes para plantas. 
K+S fue fundada en 1889 con el nombre de Aktiengesellschaft für Bergbau und Tiefbohrung, pero en 1899 se cambió su nombre a Salzdetfurth AG. En 1971, esta empresa adquirió la división corporativa dedicada a la producción de potasa de Wintershall, subsidiaria de Basf. Después de esta adquisición, Salzdetfurth cambió su nombre a Kali und Salz, el cual mantendría hasta 1999 cuando la empresa pasó a llamarse K+S.
K+S es una compañía multinacional con sucursales en 14 países: Austria, Bélgica, Chile, España, Francia, Grecia, Italia, los Países Bajos, Polonia, Portugal, la República Checa, el Reino Unido, Suecia y Suiza.